# Флорентіно Перес
Флоренті́но Пе́рес (ісп. Florentino Pérez Rodríguez;(нар. 8 березня 1947, Мадрид) — відомий іспанський бізнесмен, інженер-будівельник, політик та спортивний функціонер (президент футбольного клубу «Реал Мадрид»).

## Біографія
Флорентіно Перес народився в Мадриді. Закінчив Мадридський політехнічний університет за спеціальністю «Інженер доріг, каналів, портів». В 1970-ті займав посади генерального директора іспанської асоціації доріг і відповідального за охорону навколишнього середовища в Мадриді.
У 1980-ті був радником і генеральним директором транспортної інфраструктури Міністерства транспорту, туризму і комунікацій та віцепрезидентом Інституту реформ і сільськогосподарського розвитку міністерства сільського господарства, рибальства і рибної промисловості. В 1991 році Перес став членом адміністративної ради французької будівельної компанії SAE. В 1993-му очолив будівельну групу OCP, в 1997-му — будівельну компанію ACS.
В 1994 році Флорентіно брав участь у виборах на посаду президента «Реалу», але програв Рамону Мендосі.
17 липня 2000 року Флорентіно Перес все-таки став президентом королівського клубу, здобувши перемогу над Лоренсо Сансом з різницею в 3167 голосів. Через 4 роки був переобраний, та вже в лютому 2006-го після двох відчутних поразок «вершкових» (в 1/8 фіналу Ліги чемпіонів на своєму полі від «Арсеналу» 0:1 і в чемпіонаті Іспанії від «Мальорки» 1:2) Перес подав у відставку.
Під керівництвом Переса з 2000 по 2006 рік «королівський» клуб придбав таких зіркових гравців, як Луїш Фігу, Роналду, Зінедін Зідан, Девід Бекхем, Майкл Оуен, Робінью, а також двічі виграв чемпіонат Іспанії з футболу (2001 і 2003) та один раз — Лігу чемпіонів (2002).
1 червня 2009 року Перес знову став президентом «Реалу», але вже без виборів, оскільки всі кандидати зняли свої кандидатури. Флорентіно не став відмовлятися від попередньої політики  — створення «галактікос», і вже за перші два місяці свого президентства оформив декілька гучних трансферів: Кака, Кріштіану Роналду, Карім Бензема і Хабі Алонсо. У травні 2012 року в Переса помирає дружина — Марія Анхелес Сандоваль, яка була його опорою і з якою в нього було троє дітей.
2 червня 2013 року Флорентіно Перес був затверджений на четвертий термін як президент футбольного клубу «Реал Мадрид».
3 квітня 2021 року «Реал» під керівництвом Переса як президента провів 1000-й матч.